# Leucoencefalopatia multifocale progressiva
La leucoencefalopatia multifocale progressiva (PML, dall'inglese Progressive multifocal leukoencephalopathy), altrimenti conosciuta come leucoencefalite multifocale progressiva, è una malattia virale rara e per lo più fatale, caratterizzata da un danno progressivo o da un processo di infiammazione della mielina  in posizioni multiple.
La malattia insorge quasi esclusivamente nei pazienti che soffrono di grave immunodeficienza, come ad esempio in pazienti trapiantati in trattamento con immunosoppressori o pazienti affetti da AIDS.

## Eziologia
A causare la PML è un particolare tipo di polyomavirus chiamato virus JC (JCV), dalle iniziali del paziente in cui fu per primo scoperto. Questo virus è presente nell'86% della popolazione, sebbene rimanga latente nella maggior parte dei casi e possa dare origine alla malattia soltanto nel momento in cui il sistema immunitario sia fortemente indebolito.
Il tasso di pazienti affetti da AIDS che sviluppa la PML oscilla tra il 2 e il 5%, ma non è chiaro il motivo per cui la malattia è più frequente in questo tipo di pazienti rispetto a quelli che soffrono di altre condizioni immunosoppressive. Alcuni studi hanno ipotizzato che gli effetti dell'HIV sul tessuto cerebrale rendano possibile l'attivazione del virus JC nel cervello e aumentino i suoi effetti infiammatori così dannosi.
Vi sono casi di PML causati da agenti farmacologici, sebbene non sia del tutto chiaro se ciò possa essere attribuibile almeno in parte alla precaria risposta immunitaria o a farmaci specifici. Ad ogni modo, tali vanno considerati il rituximab, l'infliximab, il natalizumab, l'efalizumab, i chemioterapici, i corticosteroidi ed alcuni farmaci relativi ai trapianti come il tacrolimus.

### Natalizumab e leucoencefalopatia multifocale progressiva
Si considera che il rischio di leucoencefalopatia multifocale progressiva sia di 1 su 1000 pazienti trattati con Natalizumab, anticorpo monoclonale anti-integrina alfa-4, in un periodo medio di 17.9 mesi.
La reiterazione del trattamento oltre il termine di 18 mesi può provocare un assai più alto rischio di contrarre positività al virus JC, individuabile dallo sviluppo di anticorpi al virus stesso.
Il livello intermedio di rischio è di circa 1 su 450 pazienti: cioè sviluppa PML un paziente su 450 che abbiano infezione da JC Virus. A tale livello (anche prima, secondo parere medico) è generalmente del tutto sconsigliabile proseguire la terapia e assolutamente controindicato passare a terapia con interferoni o immunosoppressori: il rischio si attesta a 1 su 100.
Il trattamento con Natalizumab se preceduto - o accompagnato, in periodi antecedenti alle nuove disposizioni del relativo protocollo - dall'assunzione di interferoni o immunosoppressori, provoca in uno su 100 casi leucoencefalopatia multifocale progressiva.

## Patogenesi
La leucoencefalopatia multifocale progressiva è una della malattie demielinizzanti, così chiamate perché la guaina mielinica che avvolge gli assoni delle cellule nervose viene gradualmente distrutta, con il conseguente danneggiamento della trasmissione nervosa. Interessa pertanto la sostanza bianca, rivestimento degli assoni e componente di gran parte dell'interno dell'encefalo.
La PML è simile alla sclerosi multipla, ma rispetto ad essa progredisce assai più rapidamente. Mentre nella sclerosi multipla è la mielina a essere interessata dal deterioramento, nella PML si osserva la distruzione delle cellule che producono la mielina stessa (con distruzione degli oligodendrociti e produzione di inclusioni nucleari). La maggior parte dei pazienti affetti da PML muore prima dei 4 mesi dall'insorgenza.

## Clinica

### Segni e sintomi
Tra i sintomi vanno menzionati la debolezza, la perdita di visione, i disturbi alla parola e un deterioramento cognitivo.

### Diagnosi
La malattia viene diagnosticata con l'esame del DNA del virus JC nel liquor o nel campione bioptico cerebrale. Evidenza della malattia può essere anche fornita dalla risonanza magnetica.

## Terapia
Secondo le attuali conoscenze, non vi sono cure per questa malattia; tuttavia i sintomi possono migliorare e la malattia può arrestarsi se migliora il sistema immunitario del paziente; alcuni pazienti affetti da AIDS che avevano sviluppato la PML sono stati in grado di sopravvivere, anche per anni, grazie all'avvento delle terapie con farmaci antiretrovirali (terapia HAART).
In via sperimentale, la citarabina, un chemioterapico utilizzato nella cura di alcuni tumori, ha mostrato, in un numero limitato di pazienti non affetti da AIDS con PML, proprietà di stabilizzatore delle condizioni neurologiche in un ristretto numero di soggetti.
In via sperimentale le citochine autologhe sono oggi una speranza, un immunostimolare specifico estratto dal proprio sistema linfocitario che agisce sulle aree infiammate specifiche recettoriali, aree utilizzate come bersaglio del virus.